# Иттер, Джанлука
Джанлука Иттер (нем. Gian-Luca Itter; родился 5 января 1999 года, Гисен, Германия) — немецкий футболист, защитник клуба «Гройтер Фюрт».

## Клубная карьера
Иттер — воспитанник клубов «Айнтрахт» и «Вольфсбург». 22 сентября 2017 года в матче против мюнхенской «Баварии» он дебютировал в Бундеслиге в составе последнего.
В сезоне 2019/20 Джанлука Иттер подписал контракт с «Фрайбургом».
В январе 2021 года перешёл в Гройтер Фюрт на правах аренды.

## Международная карьера
В 2016 году в составе юношеской сборной Германии Иттер принял участие в юношеском чемпионате Европы в Азербайджане. На турнире он сыграл в матчах против команд Украины, Боснии и Герцеговины, Австрии, Бельгии и Испании.